# Rob Havenstein
Rob Havenstein (* 13. Mai 1992 in Mount Airy, Maryland) ist ein US-amerikanischer American-Football-Spieler in der National Football League (NFL). Er spielt für die Los Angeles Rams als Offensive Tackle.

## Karriere
Havenstein spielte College Football für die Wisconsin Badgers der University of Wisconsin–Madison. Beim NFL Draft 2015 wurde Havenstein in der 2. Runde an 57. Stelle von den Los Angeles Rams, damals noch St. Louis Rams, ausgewählt. In seiner Rookie-Saison spielte er in 13 Spielen für die Rams. Nach seiner ersten Saison zogen die Rams nach Los Angeles um. In seinem zweiten und dritten Jahr in der Profiliga absolvierte er jeweils 15 Spiele in der regulären Saison. In seiner dritten Saison (2017) erreichte Havenstein mit den Rams erstmals die Play-offs. Allerdings unterlagen sie den Atlanta Falcons bereits im ersten Spiel. 2018 spielte Havenstein erstmals in allen 16 Spielen der regulären Saison. Weiter gewann er mit seinem Team das NFC Championship Game und erreichte somit den Super Bowl. Den Super Bowl LIII konnten die Rams allerdings nicht gewinnen: Sie unterlagen den New England Patriots mit 3:13. Nach der Saison lief der Rookie-Vertrag von Havenstein aus. Sein Vertrag bei den Rams wurde aber schon ein Jahr vorher verlängert. Er erhielt einen neuen Vierjahresvertrag über 32,5 Millionen US-Dollar.
In der Saison 2021 gewann Havenstein mit den Los Angeles Rams den Super Bowl LVI.